# Baudouin de Reviers (7e comte de Devon)
Pour les articles homonymes, voir Baudouin de Reviers.
Baudouin de Reviers (1er janvier 1236-13 septembre 1262), était comte de Devon de 1245 à sa mort et baron de Plympton. Il est le fils de Baudouin de Reviers et époux d'Avoie (Avita) de Savoie (1209-v.  14 mai 1292), fille (illégitime ?) du comte Thomas Ier de Savoie, ou d'Avis de Surrey, fille du comte de Surrey.

## Biographie
Il prend la suite de son père Baudouin de Reviers et épouse, en 1257 Avoie de Savoie ou Avis de Surrey. Ils ont un fils, Jean, qui meurt tôt, puis il est empoisonné à la table de Pierre II de Savoie, avec le comte de Gloucester et d'autres. C'est sa sœur Isabelle qui devient comtesse, alors qu'elle est veuve depuis 1260.